# 村上祐子 (KBS京都)
村上 祐子（むらかみ ゆうこ）は、KBS京都元アナウンサー、常勤監査役（京都放送人事）。本名・今井祐子（旧姓・村上）。

## 来歴・人物
大阪府南河内郡出身。学生時代から放送部に所属、学校の先生に勧められるような形でアナウンサーを目指すようになった。生田教室出身。1978年4月近畿放送入社。同期は塩見祐子、水野潤子。血液型B型。既婚。主に報道・情報番組のキャスター、レポーターを担当してきた。特に壮年を過ぎてから、ラジオに重心を置く事が多くなり、ラジオ番組への出演が多い。2009年2月でラジオ編成制作局長に異動。166cm。かたせ梨乃、若い頃の佐藤しのぶに似ている。晃瓶によると、服のサイズは15号で、高座名「はかっ亭十五号」を用意している。

## 出演番組

### ラジオ
- 健康一番（月曜18:00〜18:30、2011年4月6日〜、メイン）
  - 田渕岩夫が「田渕岩夫の健康一番」を降板したため担当することになった。アナウンスなく2012年3月アシスタントの小島布水呼が降板し、番組ホームページからも名前が削除された。
- 音楽わいど ラジオ・ビュー  -水曜15:00〜15:10「やさしい法律cafe」
- 笑福亭晃瓶のほっかほかラジオ -「ほっかほか朝市」の中継。笑福亭晃瓶とリポート。
- 京都新聞ニュース（ニュース・スポーツ・天気予報）（21:20 - 21:30）

他に、エンディングのアナウンス（日曜24:00 ～2018年4月8日）と試験電波発射のアナウンス（月曜4:30からMy Shiny Town開始前まで3,4回 ～2018年4月1日）、ラジオCM（京都生活）をしている。

## 過去の出演番組

### ラジオ
- 桂朝丸のモーニングサークル - 新人女子アナであった村上祐子が桂都丸と一緒に番組リポーターを務めた
- 桂都丸のサークルタウン　- 初代アシスタント
- 一夕二聴なつメロ大全集 - 上岡龍太郎
- 桂べかこの番組（日曜夕方）
- ゆうことゆうこのなんでもない夜（や） - 村上祐子&塩見祐子 深夜のおしゃべり番組
- 村上祐子の情報ラジオピア（1999年10月4日-2003年3月29日）月曜日-木曜日
- 村上祐子のラジオかまい隊（2003年4月2日-2004年3月25日）月曜日-木曜日
- ゆうYOU京都（2004年4月1日-2006年3月）月曜日〜金曜日、KBS京都アナウンサー塩見祐子と共演
- 里見まさとのオヤジサロン（2006年10月4日-不明）水曜日 - ピンク・ピクルスの曲をめぐり探偵!ナイトスクープにも出演
- あんDOきょうと（2006年4月7日-2009年3月27日 金/10時-12時・13時-14時45分）
- 歌のない歌謡曲（不明〜2009年3月）
- かたつむり大作戦
- ありがとう!長門裕之さん（2011年5月30日 19:00 - 19:30） - 共演山崎弘士
- サテスタ リバイバルウイーク 2011〜フィナーレ（2011年11月20日 12:00-13:00、京都高島屋1階ゆとりうむサテライトスタジオ） - 森谷威夫、對馬京子、鈴木美智子
- 復活!!つボイノリオのハイヤングKYOTO（2011年12月23日　KBSホール）USTREAMでも放送
- 池田幾三のちょっと☆サタデー（2012年2月25日、3月3日 16:00 - 16:30  収録 2本録り）インフルエンザの平野智美の代役
- しがスタ!（2012年11月9日 KBS滋賀）井上さゆ梨

### テレビ
- 京の響
- 年末年始特別番組「年越しは美山でうまいもの満載」（2008年12月31日） - 竹内弘一、遠藤奈美
- deちゅう（2006年4月-2008年3月21日　土曜日） - 遠藤奈美、木村寿伸
- 京都府議会、京都市議会の中継番組
- 祇園祭中継
- かたつむり大作戦